# Claude-Prosper Jolyot de Crébillon
Claude-Prosper Jolyot de Crébillon zw. Crébillonem synem klod pʀospɛʀ ʒoljo də kʀebijɔ̃ (ur. 14 lutego 1707 w Paryżu, zm. 12 kwietnia 1777 tamże) – francuski pisarz, jeden z przedstawicieli libertynizmu w literaturze.

## Życiorys
Był synem cenionego w swojej epoce dramaturga i członka Akademii Francuskiej Prospera Jolyota de Crébillona. Ukończył paryskie liceum Ludwika Wielkiego, kierowane przez jezuitów, odmówił jednak wstąpienia do tego zakonu. Wkrótce po ukończeniu szkoły rozpoczął działalność literacką: w 1729 razem z grupą innych literatów opracował tom satyryczny zatytułowany Académie de ces Messieurs. Ponadto od dzieciństwa interesował się teatrem: ze względu na zawód ojca znał środowisko aktorów Opery paryskiej i Komedii Francuskiej. Próbował swoich sił jako komediopisarz, publikując kilka parodystycznych dramatów:
Arlequin, toujours Arlequin, Le Sultan poli par l’amour oraz L’Amour à la mode. Jednak większy sukces przyniosła mu dopiero publikacja opowiadania Le Sylphe w 1730.
Cztery lata później Crébillon opublikował opowiadanie Cedzak, czyli dzieje księcia Tanzai i Neadarny, historia japońska, utrzymane w duchu libertynizmu i oparte na modnej w XVIII w. stylizacji orientalnej. Treść utworu, najprawdopodobniej wbrew intencjom autora, pragnącego tworzyć jedynie w celu zapewnienia czytelnikowi rozrywki, została uznana za satyrę na bullę papieską Unigenitus oraz atak na księżnę du Maine oraz kardynała de Rohan. Pisarz został uwięziony w zamku Vincennes, jednak sama księżna du Maine doprowadziła do jego uwolnienia i pomogła mu dostać się do paryskiego eleganckiego towarzystwa. Crébillon został stałym bywalcem salonu pani Sainte-Maure, gdzie poznał swoją wieloletnią kochanką – panią de Margy, którą sportretował w powieści Zbłądzenia serca i umysłu jako panią de Lursay. Znał również Pierre’a de Marivaux.
Crébillon zyskał znaczną popularność w paryskich salonach dzięki pisanym i publicznie odczytywanym tam opowiadaniom, utrzymanym w duchu libertyńskim. Wartość tych utworów była z reguły niewielka, toteż autor nie starał się nawet o ich druk. Dopiero w 1736 zdecydował się na publikację dzieła zatytułowanego Zbłądzenia serca i umysłu, czyli pamiętniki pana de Meilcour, w których starał się przekazać znany mu obraz paryskich salonów i libertyńskich obyczajów części arystokracji. W podobnym tonie utrzymana była opublikowana pięć lat później Sofa, opowieść wschodnia. Dzieło to zostało uznane za obraźliwe wobec dobrych obyczajów, a autor skazany na wygnanie z Paryża i osiedlenie się w odległości nie mniejszej niż 30 mil od tego miasta. Crébillon, pragnąc pozostać w stolicy, utrzymywał, że Sofę napisał na osobiste zamówienie króla pruskiego Fryderyka II, zaś publikacja rękopisu odbyła się potajemnie i bez jego zgody. Zaprzeczał również, jakoby inspiracją dla wydarzeń zawartych w utworze były jego własne doświadczenia, podkreślając, że akcja utworu rozgrywała się w Azji, w odległej przeszłości. 22 czerwca 1742, a zatem zaledwie dwa miesiące po nakazie wyjazdu z Paryża, Crébillon wrócił do stolicy. Nie zaprzestał twórczości literackiej w duchu libertyńskim, jednak większość kolejnych utworów publikował pod różnymi pseudonimami lub ponownie ograniczał się do ich publicznej lektury w gronie znajomych i przyjaciół.
W 1744, po czteroletnim romansie, ożenił się Marią Henriettą de Stafford, z którą miał syna, zmarłego we wczesnym dzieciństwie. Przez cały okres trwania małżeństwa (do śmierci Marii Henrietty w 1755) był przykładnym mężem. Ponadto w 1753 zyskał poparcie księcia Orleańskiego, który wyznaczył mu pensję w wysokości 2 tys. liwrów i zapewnił mieszkanie. Przez krótki czas był sekretarzem markiza de Richelieu, po czym w 1759, dzięki protekcji pani de Pompadour, otrzymał stanowisko królewskiego cenzora, zaś po trzech latach dodatkową pensję w wysokości 2 tys. liwrów. Także po rozpoczęciu pracy na tym stanowisku opublikował jeszcze kilka opowiadań i dialogów o tematyce erotycznej, z których najtrwalszą popularność zdobyły Noc i chwila, Igraszki kącika przy kominku oraz opublikowany w niskim nakładzie Obraz obyczajów naszych czasów.
Po porażce, jaką poniosły jego Listy księżnej (1768) i Listy ateńskie (1771), zrezygnował z dalszego pisania, uznając, że stracił umiejętność obserwacji i wyczuwania gustu czytelników. W 1772 zgodził się jednak na publikację zbiorowego wydania jego wcześniejszych dzieł. W 1774 został królewskim cenzorem sztuk teatralnych. Zmarł w Paryżu w 1777.